# Gelèquids
Els gelèquids (Gelechiidae) són una família de lepidòpters ditrisis de la superfamília dels gelequioïdeus (Gelechioidea). Són generalment molt petits amb ales estretes amb serrells. La larva de la majoria de les espècies s'alimenta internament de diverses parts de plantes hoste causant agalles i altres modificacions.

## Algunes espècies
Els gelèquids inclouen 4.700 espècies, algunes de les més destacades són:
- Anacampsis sarcitella
- Anarsia lineatella
- Pectinophora gossypiella
- Phthorimaea operculella
- Sitotroga cerealella
- Tuta absoluta
- Aproaerema modicella
- Metzneria paucipunctella